# Камен-Арій
Камен-Арій (рос . Камень Арий), або Арі-Рок — невеликий острівець Командорських островів у північній частині Тихого океану, на схід від півострова Камчатка на сході Росії (Камчатському краю). Камен-Арію розташований 8 км на захід від Tufted Puffin Rock і складається з двох скель. Північна скеля загострена і досягає висоти 45 м. Південна скеля більш плоска і досягає висоти лише 2,1 м.